# Tuulikylä

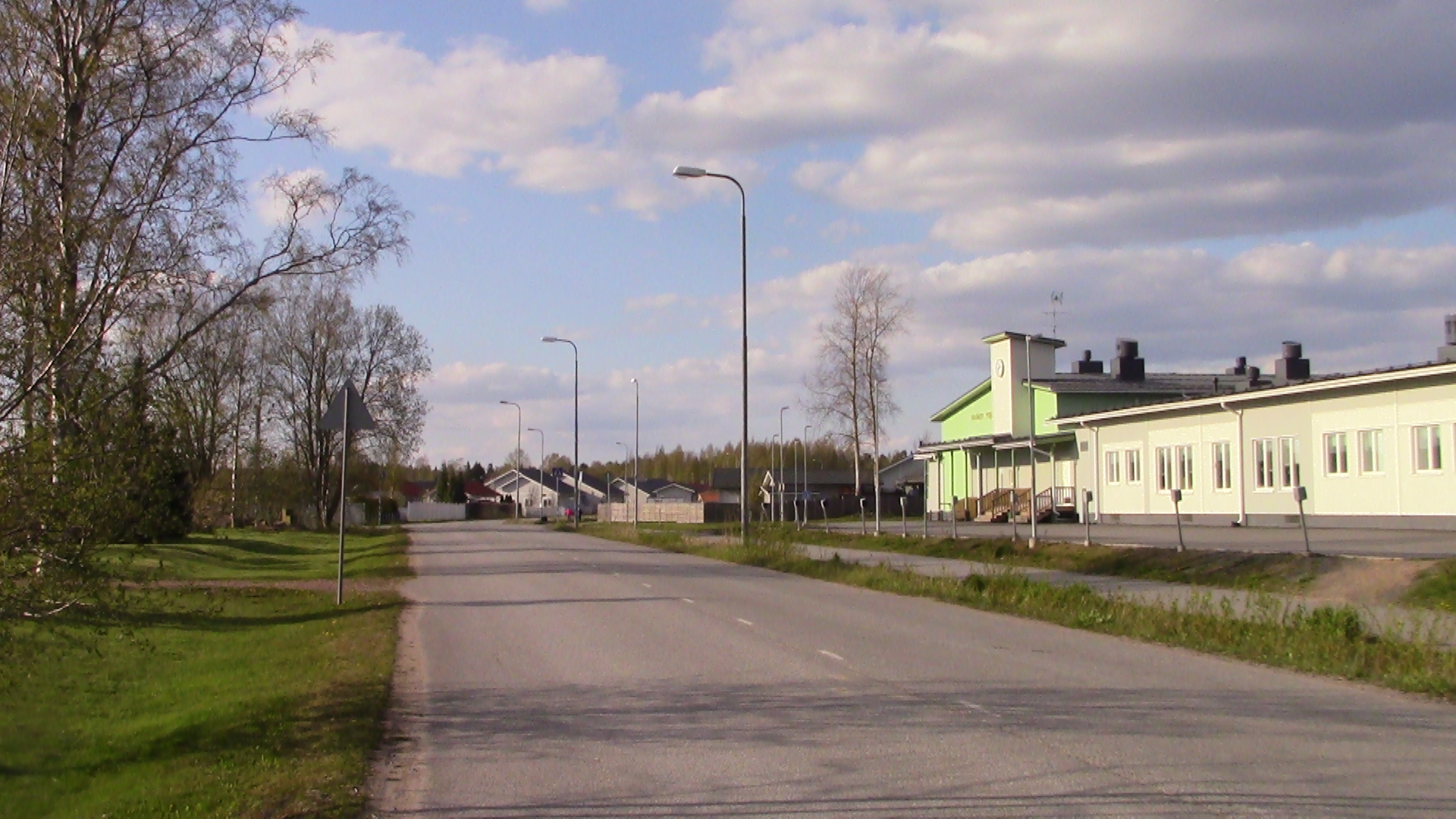
Koillistuulivägen i Tuulikylä.

Tuulikylä (betyder på svenska Vindbyn) är en stadsdel (nr 78) i nordöstra Björneborg i Finland. Stadsdelen gränsar till följande bostadsområden: Rosnäs, Toejoki, Slottskär och Hjulböle. Området har sedan 1950-talet bestått av bostäder för frontveteraner. På 1980-talet uppstod ett område med villor mellan Rosnäs och Tuulikylä. Först i början av 2000-talet blev området detaljplanerat. Stadsdelen saknar en officiell svenskspråkig namnform. 